# 1991 FIFA女子ワールドカップ日本女子代表
1991 FIFA女子世界選手権日本女子代表（1991ふぃふぁじょしせかいせんしゅけんにほんだいひょう）は、1991年11月16日から11月30日にかけて、中国で開催された第1回FIFA女子世界選手権のサッカー日本女子代表チームである。
（註：開催時の正式な大会名は「FIFA女子世界選手権」だが、すでにこの頃から通称として「ワールドカップ」とも呼ばれていたため、記事名は「1991 FIFA女子ワールドカップ日本女子代表」とする）
1991年-1995年

## 概要
1991年5月26日から6月8日まで行われた「第8回アジア女子選手権」（会場：福岡市）で、日本はグループリーグを1位で通過。決勝トーナメントで準優勝となり、優勝の中国、3位のチャイニーズタイペイとともに本大会出場を決めた。とくにグループリーグの北朝鮮戦はその後、2004年4月18日のアテネオリンピックアジア予選まで唯一の勝利であった。
本大会では、初戦のブラジル戦で前半4分に相手コーナーキックからの混戦で失点し、その後もチャンスを作るものの得点できず敗戦。
続くスウェーデン戦では立ち上がりのわずか40秒で失点すると前半だけで6失点。後半も追撃を図るも、さらに失点を重ね0対8の大差で敗れてしまった。
最終戦となったアメリカ戦は優勝候補を相手に善戦したが、体格やプレーの精度に差があり、0対3で敗戦。
初の挑戦は全試合無得点による3戦全敗に終わった。

## 本大会登録メンバー
- 「出場状況」欄の「○」はフル出場、「▼」は途中交代アウト、「▲」は途中交代イン、数字は前半の試合開始からの経過時間（分）、「得点」は獲得得点をそれぞれ表す。
- 「所属クラブ」は、開会式が行われた1991年11月16日時点の所属クラブ。

| 背番号 | 選手名     | ポジション | 所属クラブ                 | 出場状況            | 出場状況                | 出場状況            | 備考 |
| 背番号 | 選手名     | ポジション | 所属クラブ                 | ブラジル戦 11月17日 | スウェーデン戦 11月19日 | アメリカ戦 11月21日 | 備考 |
| ------ | ---------- | ---------- | -------------------------- | ------------------- | ----------------------- | ------------------- | ---- |
| 1      | 鈴木政江   | GK         | 日興證券ドリームレディース | ○                   | ○                       | ○                   |      |
| 2      | 本田美登里 | DF         | 読売ベレーザ               | ○                   | ○                       | ○                   |      |
| 3      | 渡邊由美   | DF         | フジタ天台SCマーキュリー   |                     |                         |                     |      |
| 4      | 加治真弓   | DF         | 田崎神戸FC                 | ○                   | ○                       | ○                   |      |
| 5      | 山口小百合 | DF         | 鈴与清水ラブリーレディース | ○                   | ○                       | ○                   |      |
| 6      | 高萩陽子   | DF         | 東京学芸大学               |                     |                         |                     |      |
| 7      | 大部由美   | DF         | 日興證券ドリームレディース |                     |                         |                     |      |
| 8      | 松田理子   | MF         | プリマハムFCくノ一         | ○                   | ○                       | ○                   |      |
| 9      | 野田朱美   | FW         | 読売ベレーザ               | ○                   | ○                       | ○                   |      |
| 10     | 高倉麻子   | MF         | 読売ベレーザ               | ▼52                 | ○                       | ▼60                 |      |
| 11     | 木岡二葉   | MF         | 鈴与清水ラブリーレディース | ○                   | ○                       | ○                   |      |
| 12     | 坂田恵     | GK         | 日産FCレディース           |                     |                         |                     |      |
| 13     | 黒田今日子 | DF         | プリマハムFCくノ一         | ○                   | ○                       | ○                   |      |
| 14     | 半田悦子   | FW         | 鈴与清水ラブリーレディース |                     |                         | ▲60                 |      |
| 15     | 長峯かおり | FW         | ACレッジアーナ             | ○                   | ▼67                     | ○                   |      |
| 16     | 手塚貴子   | FW         | 読売ベレーザ               | ○                   | ○                       | ○                   |      |
| 17     | 水間百合子 | FW         | 浦和本太レディースFC       | ▲52                 | ▲67                     |                     |      |
| 18     | 内山環     | FW         | 田崎神戸FC                 |                     |                         |                     |      |

## スタッフ

### 監督
- 鈴木保

## 試合結果

### グループリーグ
グループ B 
| チーム         | 勝点 | 試合 | 勝利 | 引分 | 敗戦 | 得点 | 失点 | 点差 |
| -------------- | ---- | ---- | ---- | ---- | ---- | ---- | ---- | ---- |
| アメリカ合衆国 | 6    | 3    | 3    | 0    | 0    | 11   | 2    | +9   |
| スウェーデン   | 4    | 3    | 2    | 0    | 1    | 12   | 3    | +9   |
| ブラジル       | 2    | 3    | 1    | 0    | 2    | 1    | 7    | -6   |
| 日本           | 0    | 3    | 0    | 0    | 3    | 0    | 12   | -12  |

| 1991年11月17日 19:45 |

| 日本 | 0 - 1          | ブラジル |
|      | FIFA公式サイト |          |

| 仏山, ニュープラザ・スタジアム 観客数: 14,000人 |

| 1991年11月19日 19:45 |

| 日本 | 0 - 8          | スウェーデン |
|      | FIFA公式サイト |              |

| 仏山, ニュープラザ・スタジアム 観客数: 14,000人 |

| 1991年11月21日 15:30 |

| 日本 | 0 - 3          | アメリカ合衆国 |
|      | FIFA公式サイト |                |

| 仏山, ニュープラザ・スタジアム 観客数: 14,000人 |